# 儒溪镇
儒溪镇，中华人民共和国湖南省岳阳市临湘市下属的一个镇，位于临湘市西北部。201省道经过镇区。

## 建制沿革
- 1956年，属陆城乡；
- 1958年，属江南公社；
- 1981年，属陆城镇；
- 1992年，以陆城镇的儒溪、杨桥、洋溪、旗杆4村及金鸡林杨、石子岭农场设立儒溪镇。

## 行政区划
儒溪镇下辖1个居委会和9个行政村：
- 白马矶居委会
- 棋杆村、洋西村、杨桥村、石岭村、东冶村、排贝村、丁坊村、寺山村、儒溪村